# Schweizer Schulen im Ausland
Laut der Auslandschweizer-Organisation werden weltweit 18 Schweizer Schulen im Ausland, oft auch Schweizerschulen geschrieben, betreut, die rund 7500 Kindern Unterricht nach schweizerischen Grundsätzen vermitteln. Die Auslandsschulen sind private Einrichtungen der einzelnen Auslandschweizer-Gemeinschaften, sind aber vom Bund anerkannt und subventioniert. Unter dem Dach der Auslandschweizer-Organisation kümmert sich die educationsuisse um die Belange der Schweizerschulen im Ausland.
Die Schüler können jederzeit ohne Probleme ins Schweizer Schulsystem wechseln, abgesehen von der Tatsache, dass das Schuljahr in einigen Ländern im Januar/Februar beginnt nicht wie in der Schweiz im Juli/August.  Das kann dazu führen, dass ein Kind bei einem Wechsel von einer Schweizerschule im Ausland in die Schweiz entweder ein verkürztes oder verlängertes Schuljahr zu absolvieren hat. Wer die Gymnasialstufe an einer Schweizerschule im Ausland mit der Matur oder mit dem International Baccalaureate abschliesst, kann anschliessend in der Schweiz studieren.

## Anerkennung durch den Bund
Damit eine Schule im Ausland vom Bund als Schweizerschule anerkannt und subventioniert wird, müssen mehrere Voraussetzungen erfüllt sein. Die Schule muss als privatrechtliche Non-Profit-Organisation konstituiert sein,  von einem Schweizer Verein getragen werden und einen Schweizer Patronatskanton  zur Seite haben, der die Aufsicht über die pädagogischen Belange zu überwachen hat. Denn eine Schweizerschule muss einerseits die Lehrpläne des jeweiligen Kantons so weit wie möglich übernehmen (Schweizer Lehrpersonen mit Schweizer Lehrdiplom, Schweizer Lehrwerke) und gleichzeitig die gesetzlichen Vorgaben des ausländischen Staates erfüllen. Dazu gehört beispielsweise, dass sowohl eine Schweizer Landessprache als auch die lokale Sprache am Standort der Schule Unterrichtssprachen sind, um beiden Schulsystemen zu genügen. Deshalb durchlaufen die Schüler von Schweizerschulen im Ausland in der Regel nebst dem Sprachunterricht einen zweisprachigen, im Gymnasium oft einen dreisprachigen Unterricht in den Sachfächern.

## Schulen
| Europa Italien Schweizerschule Bergamo (ab 2005, davor in Ponte San Pietro) Schweizerschule Catania Schweizer Schule Mailand (1861) Schweizerschule Mailand, Campus Cadorago/Como Schweizer Schule Rom Spanien Schweizerschule Barcelona Schweizerschule Madrid Asien Singapur Schweizerschule Singapur (Englisch) Thailand Schweizerschule Bangkok China Schweizerschule Peking (Chinesisch) | Nordamerika Mexiko Schweizerschule Mexiko (1965) (Spanisch) Schweizerschule Cuernavaca (1992) (Spanisch) Schweizerschule Querétaro (2007) (Spanisch) Südamerika Brasilien Schweizerschule Curitiba Schweizerschule São Paulo Chile Schweizerschule Santiago Kolumbien Schweizerschule Bogotá (Spanisch) Peru Schweizerschule Lima (Colegio Pestalozzi Peru) (Spanisch) |

## Ehemalige Schulen
1. Schweizer Schule Genua
2. Schweizer Schule Luino
3. Schweizer Schule Neapel
4. Schweizer Schule Alexandria
5. Schweizer Schule Kairo
6. Schweizer Schule Rio de Janeiro